# Sestav petih prisekanih tetraedrov
Sestav petih prisekanih tetraedrov ta poliederski sestav združuje pet prisekanih tetraedrov tako, da se priseka vsak tetraeder, ki jih ustvarimo tako, da prisekamo vsakega izmed tetraedrov v sestavu petih tetraedrov. Dovolj veliko prisekanje ustvari sestav petih oktaedrov. Konveksna ogrinjača je neuniformni prirezani dodekaeder. 

## Kartezične koordinate
Kartezične koordinate oglišč tega telesa so vse ciklične permutacije naslednjih vrednosti:
(±1, ±1, ±3)
(±τ−1, ±(−τ−2), ±2τ)
(±τ, ±(−2τ−1), ±τ2)
(±τ2, ±(−τ−2), ±2)
(±(2τ−1), ±1, ±(2τ−1))
s sodim številom minusov za izbiro '±', kjer je τ = (1+√5)/2 zlati rez, ki ga včasih pišemo kot φ.

## Vir
- Skilling, John (1976), »Uniform Compounds of Uniform Polyhedra«, Mathematical Proceedings of the Cambridge Philosophical Society, 79: 447–457, doi:10.1017/S0305004100052440, MR 0397554.